# Jakub Mowszowicz

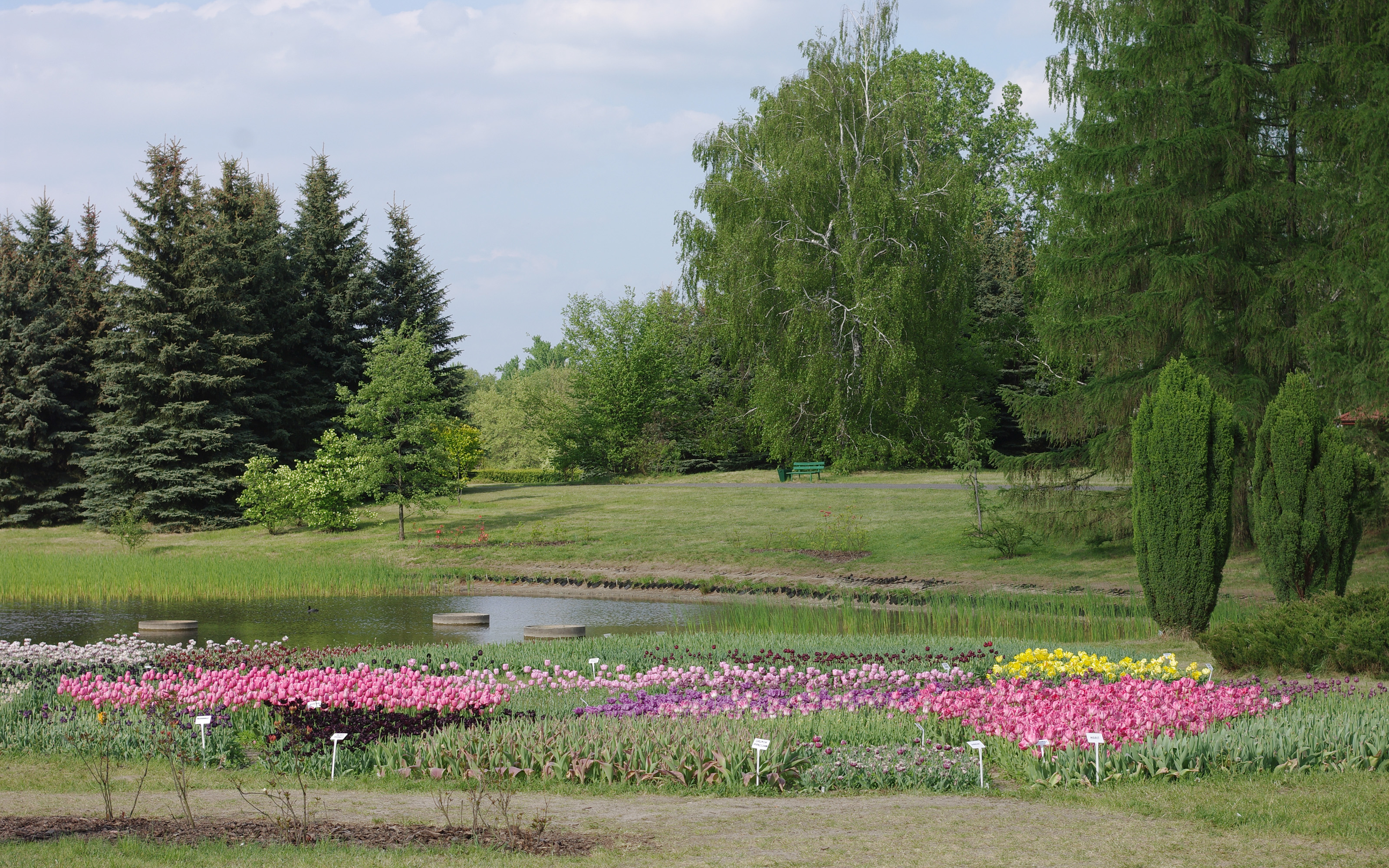
Miejski Ogród Botaniczny im. Jakuba Mowszowicza w Łodzi (2009)

Jakub Mowszowicz (ur. 5 grudnia 1901 w Wilnie, zm. 12 grudnia 1983 w Łodzi) – polski botanik, profesor Uniwersytetu Łódzkiego.

## Życiorys
Po ukończeniu rosyjskiego gimnazjum kontynuował naukę w polskim gimnazjum im. Adama Mickiewicza, w 1923 rozpoczął studia na Wydziale Matematyczno-Przyrodniczym Uniwersytetu Stefana Batorego. Od trzeciego roku studiów pracował w Zakładzie Botaniki Ogólnej, w 1931 obronił pracę magisterską. Doktoryzował się w 1936, następnie został asystentem na zasadach wolontariatu w Zakładzie Botaniki Ogólnej, równocześnie objął stanowisko kustosza w Muzeum Botanicznym oraz prowadził badania nad florą Wileńszczyzny. W 1940 r. objął etat asystenta w Katedrze Systematyki i Genetyki Roślin Uniwersytetu Wileńskiego i pracował tam do 6 sierpnia 1941, gdy został aresztowany i uwięziony w wileńskim getcie. Udało mu się uciec dzień przed likwidacją i ukrywał się do wkroczenia do Wilna Armii Czerwonej, większość jego rodziny zginęła podczas likwidacji getta. Po wprowadzeniu władzy radzieckiej został docentem geobotaniki oraz objął stanowisko kierownika Katedry Geobotaniki na Uniwersytecie Wileńskim, następnie został kierownikiem wileńskiego ogrodu botanicznego. W czerwcu 1945 został przesiedlony do Łodzi, miesiąc później rozpoczął pracę na Uniwersytecie Łódzkim jako adiunkt w Katedrze Botaniki Lekarskiej Wydziału Farmaceutycznego. Od maja 1946 kierował Zakładem Systematyki i Geografii Roślin na Wydziale Matematyczno-Przyrodniczym, rok później przedstawił pracę habilitacyjną. W 1948 uzyskał tytuł profesora nadzwyczajnego, należał do grupy inicjatorów powstania w 1952 Wydziału Biologii i Nauk o Ziemi. Od 1953 kierował Katedrą Systematyki i Geografii Roślin, dwa lata później został wybrany na prodziekana Wydziału Biologii i Nauk o Ziemi i pełnił tę funkcję przez trzy lata. W 1958 r. uzyskał tytuł profesora zwyczajnego, jednocześnie został wybrany na dziekana Wydziału. 

## Odznaczenia i wyróżnienia
Został odznaczony Krzyżem Kawalerskim Orderu Odrodzenia Polski. Ponadto wielokrotnie był wyróżniany odznaczeniami resortowymi, otrzymał też tytuł Zasłużonego Nauczyciela PRL.

## Praca społeczna
Od 1964 do 1971 pełnił funkcję przewodniczącego Oddziału Łódzkiego Polskiego Towarzystwa Botanicznego, od 1978 był członkiem honorowym tego towarzystwa.

## Dorobek naukowy
We wrześniu 1946 zainicjował powstanie nowego łódzkiego Ogrodu Botanicznego, którego obecnie jest patronem. Jakub Mowszowicz był autorem ponad 800 publikacji dotyczących systematyki roślin, florystyki, historii botaniki, a także kluczy do oznaczania roślin.

### Ważniejsze publikacje
- Dziko rosnące rośliny użytkowe;
- Flora jesienna. Przewodnik do oznaczania dziko rosnących jesiennych pospolitych roślin zielnych;
- Flora letnia. Przewodnik do oznaczania dziko rosnących letnich pospolitych roślin zielnych;
- Flora wiosenna. Przewodnik do oznaczania dziko rosnących wiosennych pospolitych roślin zielnych;
- Krajowe rośliny trujące (wspólnie ze Stefanem Bagińskim);
- Pospolite rośliny naczyniowe Polski;
- Przewodnik do oznaczania drzew i krzewów krajowych i aklimatyzowanych;
- Przewodnik do oznaczania krajowych roślin trujących i szkodliwych;
- Przewodnik do oznaczania krajowych roślin zielarskich;
- Przewodnik do oznaczania roślin leczniczych trujących i użytkowych (wspólnie z Bolesławem Brodą).

## Miejsce spoczynku
Jakub Mowszowicz jest pochowany na łódzkim cmentarzu Doły.